# Didymocentrus minor
Espèce
Didymocentrus minor est une espèce de scorpions de la famille des Diplocentridae.

## Distribution
Cette espèce est endémique de Saint-Vincent à Saint-Vincent-et-les-Grenadines.

## Description
Le mâle holotype mesure 34,20 mm et la femelle paratype 34,00 mm.

## Publication originale
- Francke, 1978 : Systematic revision of diplocentrid scorpions (Diplocentridae) from circum-Caribbean lands. Texas Tech University Museum Special Publications, no 14, p. 1-92 (texte intégral).